# Konstantin Pavlovich của Nga
Konstantin Pavlovich (tiếng Nga: Константи́н Па́влович; 08 Tháng 5 năm 1779 (lịch cũ 27 tháng 4) - 27 tháng 6 năm 1831 (lịch cũ 15 tháng 6) là đại công tước của Nga và là con trai thứ hai của Hoàng đế Pavel I và Sophie Dorothee xứ Württemberg. Ông là người thừa kế giả định cho triều đại của anh trai Aleksandr I, nhưng đã bí mật từ bỏ yêu sách năm 1823. Trong 25 ngày sau cái chết của Aleksandr I, từ ngày 1 tháng 12 (19 tháng 11 lịch cũ) đến 26 tháng 12 (14 tháng 12) năm 1825, ông được gọi là Hoàng đế Vĩ đại và Vua Tối cao của Nga Konstantin I, mặc dù ông không bao giờ trị vì và không bao giờ lên ngôi. Em trai của ông Nikolai trở thành Sa hoàng năm 1825. Cuộc tranh giành quyền thừa kế đã trở thành cái cớ cho Khởi nghĩa tháng Chạp.

## Đầu đời
Konstantin sinh tại Tsarskoye Selo vào ngày 27 tháng 4 năm 1779, là con trai thứ hai của Tsesarevich Pavel Petrovich và Sophie Dorothee xứ Württemberg, con gái của Friedrich II Eugen, Công tước xứ Württemberg. Trong số tất cả các con của Pavel, Konstantin gần gũi nhất với cha mình cả về thể chất lẫn tinh thần.
Bà nội của ông, Eekaterina Đại đế đặt tên ông theo tên Constantine Đại đế, người sáng lập của Đế quốc Đông La Mã. Một huy chương với những nhân vật cổ được ấn tượng để kỷ niệm ngày sinh của ông; nó mang dòng chữ "Back to Byzantium" rõ ràng ám chỉ đến kế hoạch Hy Lạp của Catherine. Theo đại sứ Anh James Harris:

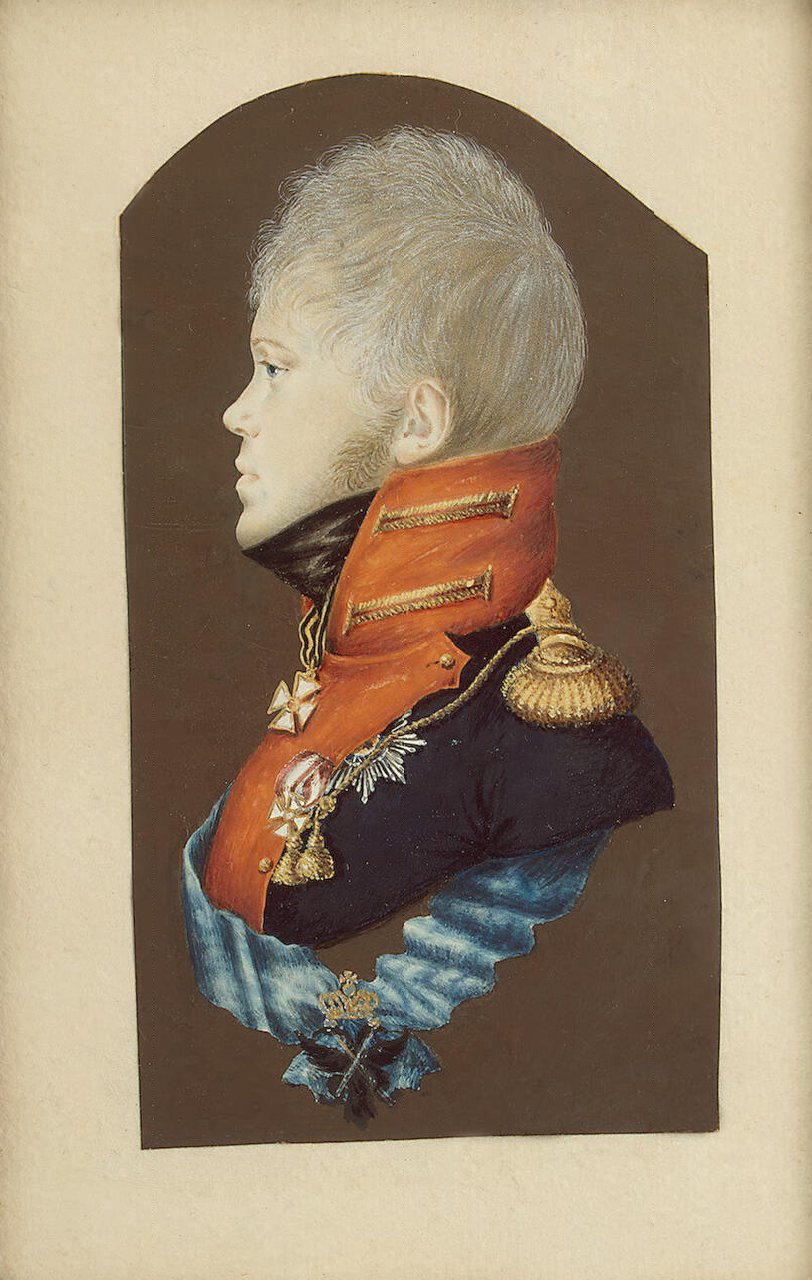
Công tước Konstantin của Nga, con trai của Hoàng đế Pavel

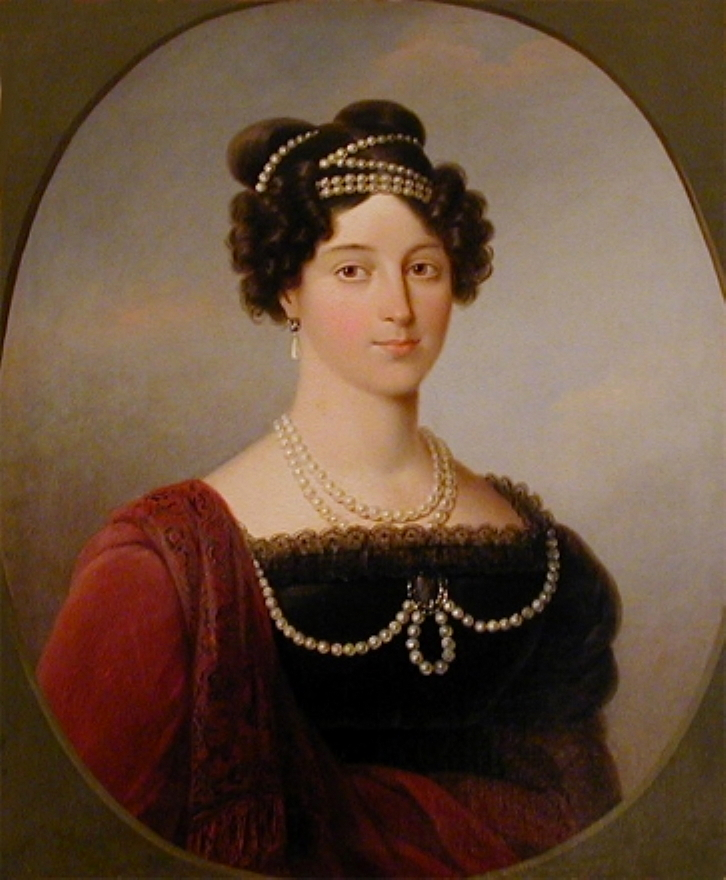
Công chúa Juliane của Saxe-Coburg-Saalfeld hay còn gọi là Anna Fedorovna.

Tâm trí của Hoàng tử Potemkin liên tục được đưa ra với ý tưởng tạo ra một đế chế ở phương Đông; anh ta đã xoay xở để mê hoặc Nữ hoàng bằng những cảm xúc này, và cô ấy đã chứng tỏ mình chịu ảnh hưởng của chimeras rằng cô ấy đã làm lễ rửa tội cho Hoàng tử Constantine mới sinh, đã cho anh ta làm nữ y tá người Hy Lạp bằng tên của Helen, và nói về vòng tròn của cô ấy về cách đặt anh ta lên ngai vàng của đế quốc phương Đông. Đồng thời, cô đang thiết lập một thị trấn ở Tsarskoe Selo để được gọi là Konstantingorod.

## Chiến tranh Napoléon
Trong thời gian này, chiến dịch đầu tiên của Konstantin đã diễn ra dưới sự lãnh đạo của Suvorov. Trận Bassignana đã thất bại do lỗi của Konstantin; nhưng tại Novi, ông nổ bật với lòng dũng cảm, đến nỗi hoàng đế Pavel ban cho ông tước hiệu tsesarevich, theo luật cơ bản của hiến pháp chỉ thuộc về người thừa kế ngai vàng. Mặc dù điều này không thể được chứng minh rằng hành động này của sa hoàng biểu thị bất kỳ kế hoạch sâu xa nào, nhưng nó cho thấy rằng Pavel đã không tin tưởng vào công tước Aleksandr.

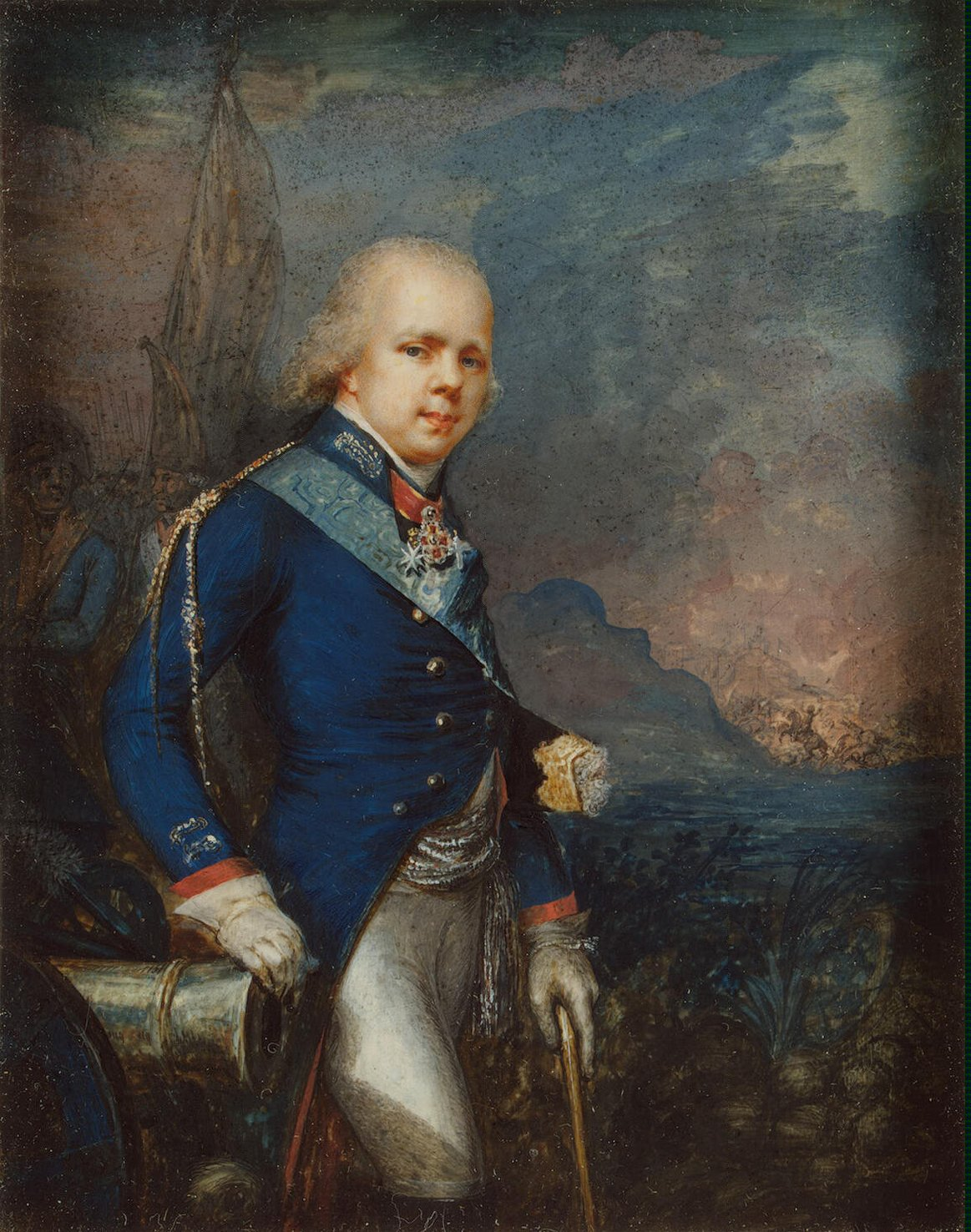
Chân dung của Konstantin trong Trận Novi, một chiến thắng của Nga

Konstantin không bao giờ cố gắng chiếm đoạt ngai vàng. Sau cái chết của cha mình vào năm 1801, ông đã lãnh đạo một cuộc sống độc thân bẩm sinh. Ông đã kiêng chính trị, nhưng vẫn trung thành với khuynh hướng quân sự của mình, mà không biểu hiện bất cứ điều gì nhiều hơn là một ưu tiên cho các ngoại tác của dịch vụ. Là một trong những chỉ huy của Vệ binh Hoàng gia trong chiến dịch năm 1805, ông đã chia sẻ một phần trách nhiệm về thất bại của Nga trong trận Austerlitz. Mặc dù vậy trong năm 1807, cả kỹ năng và vận may của ông cũng không phải cho thấy sự cải thiện.
Sau Hiệp ước hòa bình Tilsit, ông trở thành một người ngưỡng mộ nồng nhiệt của Napoléon và là một người ủng hộ liên minh Nga-Pháp. Do đó, anh đã mất đi sự tin tưởng của anh trai Aleksandr; sau này liên minh Pháp chỉ là một phương tiện để chấm dứt mối quan hệ. Quan điểm này được Konstantin giữ vững; ngay cả vào năm 1812, sau sự sụp đổ của Moskva, ông đã thúc đẩy một nền hòa bình nhanh chóng với Napoléon, và giống như Kutuzov, ông cũng phản đối chính sách mang chiến tranh ra ngoài biên giới Nga để giành chiến thắng trên đất Pháp. Việc làm của ông bị cả quân lính của mình và tù nhân Pháp coi là lập dị và tàn nhẫn.
Trong chiến dịch, Barclay de Tolly đã hai lần phải đuổi Konstantin ra khỏi quân đội do hành vi vô kỷ luật của ông. Đóng góp của ông trong các trận đánh ở Đức và Pháp là không đáng kể. Tại Dresden vào ngày 26 tháng 8, trình độ quân sự của ông đã thất bại vào thời điểm quyết định, nhưng tại La Fère-Champenoise, ông đã khẳng định bản thân bằng lòng dũng cảm của mình và người ta nói rằng ông đã diễu hành và gieo vui ngay cả trong phòng riêng của mình.

## Thống đốc Vương quốc Ba Lan
Tầm quan trọng Konstantin trong lịch sử chính trị bắt đầu khi anh trai của ông, Sa hoàng Aleksandr, cho ông tham gia Quốc hội Ba Lan và bổ nhiệm ông làm phó vương (tuy nhiên ông không phải là "phó vương chính thức" mà là namestnik của Vương quốc Ba Lan), với nhiệm vụ quân sự hóa và rèn luyện kỷ luật cho Ba Lan. Trong Quốc hội Ba Lan do Aleksandr tạo ra, ông đã nhận được chức vụ chỉ huy của các lực lượng của vương quốc; sau đó năm 1819 được bổ nhiệm làm chỉ huy của quân đội Lithuania và của các tỉnh của Nga thuộc Thịnh vượng chung Ba Lan-Litva (được gọi là Tây Krai).
Chính sách của Aleksandr được tự do theo các tiêu chuẩn phục hồi châu Âu; Những người Chủ nghĩa tự do cổ điển đã đưa ra các quyền tự do giáo dục, học bổng và phát triển kinh tế, nhưng những khiếm khuyết chính trong quyền tự chủ của Ba Lan như thiếu kiểm soát ngân sách, quân sự và thương mại khiến họ khao khát quyền lực nhiều hơn. Phe Kalisz đối lập, đứng đầu là anh em Bonawentura và Wincenty Niemojowski, đã thúc đẩy cải cách bao gồm cả quyền tự chủ đối với hệ thống tư pháp; Aleksandr, gọi hành động của họ là "lạm dụng" quyền tự do, đã đình chỉ quốc hội Ba Lan (Sejm) trong năm năm, và ủy quyền cho Konstantin duy trì trật tự trong vương quốc bằng bất kỳ cách nào cần thiết.

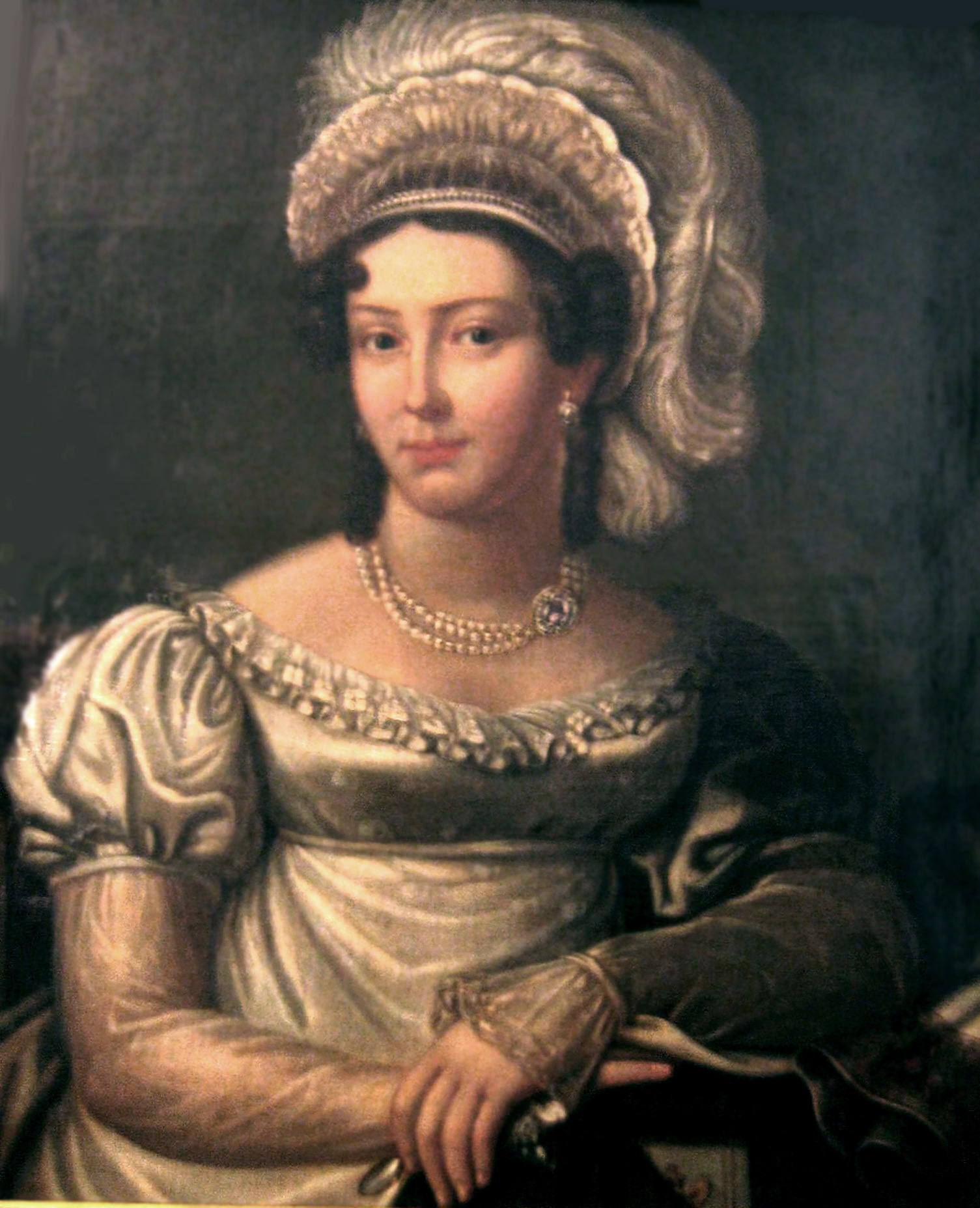
Joanna Grudzińska.

Trong tình cảnh bất ổn này, Konstantin cố gắng thực thi nhiệm vụ của anh trai mình để bịt miệng những người bất đồng chính kiến. Ông tăng cường lực lượng cảnh sát bí mật (Ochrana) và đàn áp các phong trào yêu nước Ba Lan đã dẫn đến sự bất bình lớn trong dân chúng đối với ông. Konstantin cũng đã quấy nhiễu phe tự do cổ điển, thay thế người Ba Lan với người Nga trên các vị trí quan trọng trong chính quyền địa phương và quân đội, ông thường sỉ nhục và tấn công cấp dưới của mình, dẫn đến xung đột trong đội ngũ sĩ quan. Các Thượng nghị sĩ, cho đến lúc đó hầu hết được thống trị bởi những người ủng hộ liên minh cá nhân với Nga, coi hành động mà cá nhân ông cảm thấy tự hào là bất tuân theo hiến pháp. Tuy nhiên, Konstantin là một người ủng hộ nhiệt thành của các nhạc sĩ Ba Lan, như Maria Agata Szymanowska và Frédéric Chopin.
Sau 19 năm ly thân, cuộc hôn nhân của Konstantin và Juliane chính thức bị hủy bỏ vào ngày 20 tháng 3 năm 1820. Hai tháng sau, vào ngày 27 tháng 5, Konstantin kết hôn với Nữ bá tước Ba Lan Joanna Grudzińska, người được phong danh hiệu Công chúa Serenity của Lowicz. Qua việc làm này, ông từ bỏ bất kỳ yêu sách nào về kế vị Nga, mọi việc chính thức hoàn tất vào năm 1822. Sau khi kết hôn, ông ngày càng trở nên gắn bó với quê hương mới của mình là Ba Lan.

## Khủng hoảng kế vị và khởi nghĩa tháng chạp

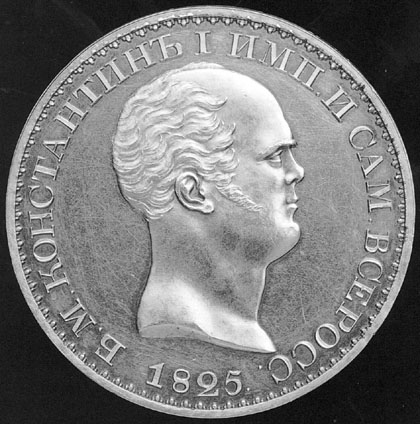
Đồng rúp Constantine, một đồng xu bạc quý hiếm được phát hành trong những năm 1825

Khi Alexander I qua đời vào ngày 1 tháng 12 năm 1825, Công tước Nikolai đã tuyên bố Konstantin là hoàng đế ở Sankt Peterburg. Trong khi đó tại Warsaw, Konstantin thoái vị ngai vàng. Khi tin tức này được công khai, Hội Bắc phương đấu tranh trong các cuộc họp bí mật để thuyết phục các nhà lãnh đạo trung đoàn không thề trung thành với Nikolai. Những nỗ lực này lên đến đỉnh điểm dân đễn việc nổ ra cuộc Khởi nghĩa tháng Chạp.
Dưới thời hoàng đế Nikolai I, Konstantin giữ vững địa vị của mình ở Ba Lan. Sự khác biệt sớm nảy sinh xung đột giữa ông và anh trai, một phần là do cuộc Khởi nghĩa tháng Chạp là âm mưu của người Ba Lan. Konstantin đã cản trở việc tiết lộ âm mưu giành độc lập có tổ chức, đã diễn ra trong nhiều năm ở Ba Lan, và cố chấp tin rằng quân đội và bộ máy hành chính trung thành cống hiến cho Đế quốc Nga. Chính sách hướng Đông của Sa hoàng và Chiến tranh Thổ Nhĩ Kỳ năm 1828-1829 đã gây ra một sự rạn nứt mới giữa họ. Sự chống đối của Konstantin khiến quân đội Ba Lan không tham chiến.

## Vụ ám sát bất thành và cuộc nổi dậy tháng 11
Một vụ ám sát đã được thực hiện nhằm vào Công tước Konstantin, người làm bùng nổ cuộc nổi dậy tháng 11 năm 1830 tại Warsaw (Cuộc nổi dậy tháng mười một). Sau vụ mưu sát Konstantin, một tòa án bí mật đã được thiết lập để truy tố những người chịu trách nhiệm. "Nó đã được biết rằng Nikolai đã ra lệnh cho Công tước Konstantin... để bắt đầu một cuộc điều tra hăng hái và đưa ra tòa án những tên thủ phạm... ủy ban tại phiên họp ngày 27 tháng 11 đã quyết định bắt đầu cuộc cách mạng vào tối ngày 29, lúc 6 giờ chiều. Giống như vụ ám sát, việc tuyển quân đã thất bại; chỉ có hai đơn vị gia nhập với họ, và chỉ khi chiếm được kho vũ khí và trang bị thì dân chúng mới duy trì cuộc nổi dậy. Konstantin nhận thấy cuộc nổi loạn như một vấn đề của riêng Ba Lan và từ chối sử dụng quân đội không phải vì ông không thể mà là vì ông cho đó là một ý tưởng ngu ngốc về mặt chính trị. Ông có thể tin tưởng quân đội Nga của mình, nhưng để sử dụng chúng có thể được coi là một sự vi phạm độc lập của vương quốc và thậm chí là một hành động chiến tranh.
Vì sự thất bại này, ông bị giới hạn những nguồn lực xung quanh; nếu quyết định can thiệp ông sẽ cần một nguồn nhân lực khác. Ông bị giới hạn số quân Ba Lan có thể tập hợp, nếu anh ta từ chối sử dụng quân đội Nga theo ý của mình. Konstantin từ chối gửi quân của mình chống lại các nhà cách mạng, nói rằng "Người Ba Lan đã gây ra sự xáo trộn này, và người Ba Lan phải ngăn chặn nó" và để mặc cho chính phủ Ba Lan đàn áp cuộc nổi dậy
Hoàng tử Ba Lan Ksawery Lubecki, nhận ra rằng những người nổi dậy đã không thành lập chính phủ vào nửa đêm, tập hợp một số thành viên của hội đồng và các nhân vật nổi bật khác theo sáng kiến của riêng mình. Họ quyết định cử một phái đoàn đến gặp đại công tước, nhưng khi ông tuyên bố một lần nữa rằng ông không muốn can thiệp bằng bất kỳ cách nào, các ủy ban đã quyết định giải quyết vấn đề theo cách riêng của họ. Sự tham gia của Konstantin vẫn ở mức tối thiểu, ông cho thấy sự kiềm chế đáng kể trong việc không muốn sử dụng quân đội Nga để giúp dập tắt cuộc nổi dậy. Phản ứng thiếu mạnh mẽ mà ông đưa cho họ là ông sẽ không tấn công thành phố Warsaw mà không thông báo cho thành phố một thông báo 48 giờ, rằng ông sẽ hòa giải giữa hoàng đế và vương quốc Ba Lan, và sẽ không ra lệnh cho quân đội Lithuania nào vào Ba Lan. Điều mà Công tước đang cố gắng đạt được là giữ trung lập bằng mọi giá, và điều này dẫn đến một niềm tin giữa những đồng minh Nga của ông rằng ông nhạy cảm hơn đối với nền độc lập của Ba Lan hơn là sự thống trị của Nga. Việc Konstantin đảm bảo tính trung lập đã cho chính phủ Ba Lan cảm giác rằng Nga sẽ không tấn công họ, và cho họ cơ hội để dập tắt cuộc nổi dậy một cách hiệu quả.
Sau khi đảm bảo tính trung lập, Konstantin đã rút lui về phía sau phòng tuyến của Nga. Hành động này làm chính phủ Ba Lan bối rối về vấn đề địa vị của họ với Nga do lời hứa trước đó của người Nga rằng họ sẽ giúp đàn áp cuộc nổi loạn. Những người Ba Lan yêu nước không thể hài lòng hơn khi Công tước Konstantin rút lui về Nga vào ngày 3 tháng 12. Sau thất bại của cuộc nổi dậy, Konstantin bày tỏ sự ngưỡng mộ đối với sự dũng cảm của quân nổi dậy Ba Lan. Chính sách trung lập bằng mọi giá đã khiến Konstantin được nhìn nhận theo hai cách trong phạm vi lịch sử. Hoặc ông sẽ bị hoàng gia Nga coi là nhu nhược và có thiện cảm với người Ba Lan, hoặc ông sẽ bị coi là mầm mống cho ý tưởng về một nước Ba Lan sớm độc lập, nhưng thực ra ông chỉ cố gắng tránh một cuộc chiến tranh lớn hơn.

## Cái chết và di sản
Konstantin chết vì bệnh tả ở Vitebsk (nay thuộc Belarus) vào ngày 27 tháng 6 năm 1831, và không sống để chứng kiến sự đàn áp của cuộc cách mạng. Ở Nga, việc ông thường xuyên chống lại mong muốn của Hoàng gia được coi là dũng cảm, thậm chí hào hiệp. Ở Ba Lan, ông bị xem là bạo chúa, bị cả quân đội và dân thường ghét, và trong văn học Ba Lan Konstantin được miêu tả như một kẻ độc ác tàn bạo.